# Podsavezna nogometna liga NP Karlovac 1967./68.
| Mj. | Klub                         | Sus. | Pobj. | Ner. | Por. | GR.   | Bod.          |
| --- | ---------------------------- | ---- | ----- | ---- | ---- | ----- | ------------- |
| 1.  | NK Tehničar Karlovac         | 14   | 10    | 2    | 2    | 52:19 | 22            |
| 2.  | NK Vatrogasac Gornje Mekušje | 14   | 7     | 2    | 5    | 32:25 | 16            |
| 3.  | NK Jedinstvo Ogulin          | 14   | 7     | 1    | 6    | 43:25 | 15            |
| 4.  | NK Proleter Ilovac           | 14   | 7     | 1    | 6    | 20:30 | 15            |
| 5.  | NK Jaska Jastrebarsko        | 14   | 7     | 2    | 5    | 30:25 | 12 (-4) ↓1 ↓2 |
| 6.  | NK Krajišnik Velika Kladuša  | 14   | 6     | 0    | 8    | 23:33 | 12            |
| 7.  | NK Korana Turanj             | 14   | 4     | 3    | 7    | 27:41 | 11            |
| 8.  | NK Duga Resa                 | 14   | 1     | 3    | 10   | 9:40  | 5 ↓1          |

## Kvalifikacije za Zagrebačku zonu
Četvrtfinale:
NK Tehničar Karlovac - NK Udarnik Perušić 4:1 0:1
Polufinale:
NK Udarnik Gornji Kućan - NK Tehničar Karlovac 6:3 0:5
Finale:
NK Tehničar Karlovac - NK Moslavina Kutina 3:0 2:2
U Zagrebačku zonu se kvalificirao NK Tehničar Karlovac.